# Ernst Seydl
Ernst Karl Jakob Seydl (ur. 8 października 1872 w Mníšku pod Brdy, zm. 27 września 1952 w Wiedniu) – austriacki duchowny rzymskokatolicki, profesor, biskup pomocniczy archidiecezji wiedeńskiej, kapelan i ostatni proboszcz austriackiej rodziny cesarskiej.

## Biografia
W latach 1883-1891 kształcił się w gimnazjum niemieckim w Pradze. Następnie odbył studia na Wyższym Seminarium Duchownym w Wiedniu. 24 lipca 1895 otrzymał święcenia diakonatu, a dzień później prezbiteriatu i został kapłanem archidiecezji wiedeńskiej. Po święceniach został skierowany na parafię w Pressbaumie. Od 1897 pracował w Wyższym Seminarium Duchownym w Wiedniu jako prefekt, a od 1899 jako subregens.
W 1901 doktoryzował się na Wydziale Teologii Katolickiej Uniwersytetu Wiedeńskiego, na którym w kolejnych latach pracował, zajmując się zagadnieniami propedeutyki filozoficznej i pedagogiki. 1 października 1902 został mianowany profesorem nadzwyczajnym, a 5 stycznia 1908 profesorem zwyczajnym. Od 1903 był także dyrektorem studiów na Frintaneum i jednym z kapelanów dworu cesarskiego. 30 maja 1912 został wybrany przełożonym Frintaneum, z której to funkcji zrezygnował już 31 lipca 1912, w związku z nominacją cesarską.
25 czerwca 1912 cesarz Austrii Franciszek Józef I mianował go proboszczem parafii św. Augustyna w Wiedniu, która posiadała status parafii dworskiej dworu cesarskiego. Był obecny przy łożu śmierci Franciszka Józefa, któremu dzień przed zgonem udzielił namaszczenia chorych. Zachował stanowisko na dworze kolejnego cesarza Karola I Habsburga.
Karol I wystarał się o nominację biskupią dla niego. 30 września 1918 papież Benedykt XV mianował go biskupem pomocniczym archidiecezji wiedeńskiej oraz biskupem tytularnym eucarpijskim. 30 listopada 1918, już po upadku monarchii, przyjął sakrę biskupią z rąk arcybiskupa wiedeńskiego kard. Friedricha-Gustava Piffla CRSA. Współkonsekratorami byli opat generalny Zakonu Mechitarystów Wiedeńskich abp Gregor Govrighian CMVd oraz biskup pomocniczy Wiednia Joseph Pfluger.
Z powodu upadku monarchii austro-węgierskiej 31 marca 1919 zrezygnował z probostwa św. Augustyna i udał się do Szwajcarii wraz z wygnaną rodziną cesarską. Obalonemu cesarzowi towarzyszył do 1922, gdy Karol I został wywieziony na Maderę. Bp Seydl powrócił wówczas do Wiednia, gdzie został kanonikiem kapituły katedralnej.
W kolejnych latach pełnił różne funkcje w archidiecezji wiedeńskiej, będąc jej biskupem pomocniczym do śmierci 27 września 1952. Pochowany został w grobowcu kanoników katedralnych na Cmentarzu Centralnym w Wiedniu.